# Mark Parrish
Pour les articles homonymes, voir Parrish.
Mark Daniel Parrish (né le 2 février 1977 à Edina au Minnesota aux États-Unis) est un joueur professionnel américain de hockey sur glace.

## Biographie

### En club
Parrish commence sa carrière universitaire avec les Huskies de St. Cloud State. En 1996, il est repêché au 79e rang par l'Avalanche du Colorado lors du repêchage d'entrée dans la LNH 1996. En 1997, il rejoint la Ligue de hockey de l'Ouest, où il joue une saison. À la fin de la saison, il fait ses débuts professionnels dans un match avec le Beast de New Haven de la Ligue américaine de hockey. Le 24 mars 1998, ses droits sont échangés aux Panthers de la Floride avec le choix de troisième tour des Mighty Ducks d'Anaheim contre Tom Fitzgerald. Il fait ses débuts dans la Ligue nationale de hockey en 1998. Le 24 juin 2000, il passe avec Oleg Kvacha aux Islanders de New York contre Roberto Luongo et Olli Jokinen. Le 8 mars 2006, les Islanders se séparent de Parrish avec Brent Sopel contre Denis Grebechkov et Jeff Tambellini, il passe donc aux Kings de Los Angeles. Il devient agent libre le 1er juillet 2006, le même jour, il signe avec le Wild du Minnesota pour cinq ans. Après deux ans de contrat, le Wild rachète les trois ans restants sur son contrat le 30 juillet 2008 pour pouvoir respecter la masse salarial imposé par la LNH. Le 5 novembre suivant, il signe un contrat avec les Stars de Dallas. Le 8 octobre 2009, il signe avec les Admirals de Norfolk de la LAH. Quatre mois plus tard, le 9 novembre, il signe avec le Lightning de Tampa Bay. Le 14 novembre, soit cinq jours plus tard, il est rappelé par le Lightning pour rejoindre l'équipe. Le 6 octobre 2010, il signe avec les Sabres de Buffalo. Il signe le 8 juillet 2011 avec les Sénateurs d'Ottawa, mais il ne jouera seulement qu'avec le club école, les Senators de Binghamton dans la LAH. Il prendra sa retraite par la suite.

### En équipe nationale
Mark Parrish représente l'équipe nationale américaine à plusieurs reprises, dans un premier lieu lors de deux championnats du monde juniors. Ensuite, il représente son pays lors de plusieurs éditions du championnat du monde. En 2006, il participe à une édition des Jeux olympiques où les Américains arrivent en huitième position.

## Statistiques

### En club
| Saison     | Équipe                     | Ligue      |     | Saison régulière | Saison régulière | Saison régulière | Saison régulière | Saison régulière |   | Séries éliminatoires | Séries éliminatoires | Séries éliminatoires | Séries éliminatoires | Séries éliminatoires |
| Saison     | Équipe                     | Ligue      | PJ  | B                | A                | Pts              | Pun              | PJ               | B | A                    | Pts                  | Pun                  |                      |                      |
| 1995-1996  | Huskies de St. Cloud State | WCHA       | 39  | 15               | 15               | 30               | 30               | -                | - | -                    | -                    | -                    |                      |                      |
| 1996-1997  | Huskies de St. Cloud State | WCHA       | 35  | 27               | 15               | 42               | 60               | -                | - | -                    | -                    | -                    |                      |                      |
| 1997-1998  | Thunderbirds de Seattle    | LHOu       | 54  | 54               | 38               | 92               | 29               | 5                | 2 | 3                    | 5                    | 2                    |                      |                      |
| 1997-1998  | Beast de New Haven         | LAH        | 1   | 1                | 0                | 1                | 2                | -                | - | -                    | -                    | -                    |                      |                      |
| 1998-1999  | Panthers de la Floride     | LNH        | 73  | 24               | 13               | 37               | 25               | -                | - | -                    | -                    | -                    |                      |                      |
| 1998-1999  | Beast de New Haven         | LAH        | 2   | 1                | 0                | 1                | 0                | -                | - | -                    | -                    | -                    |                      |                      |
| 1999-2000  | Panthers de la Floride     | LNH        | 81  | 23               | 18               | 44               | 39               | 4                | 0 | 1                    | 1                    | 0                    |                      |                      |
| 2000-2001  | Islanders de New York      | LNH        | 70  | 17               | 13               | 30               | 28               | -                | - | -                    | -                    | -                    |                      |                      |
| 2001-2002  | Islanders de New York      | LNH        | 70  | 30               | 30               | 60               | 32               | 7                | 2 | 1                    | 3                    | 6                    |                      |                      |
| 2002-2003  | Islanders de New York      | LNH        | 81  | 23               | 25               | 48               | 28               | 5                | 1 | 0                    | 1                    | 4                    |                      |                      |
| 2003-2004  | Islanders de New York      | LNH        | 59  | 24               | 11               | 35               | 18               | 5                | 1 | 2                    | 3                    | 0                    |                      |                      |
|            |                            |            |     |                  |                  |                  |                  |                  |   |                      |                      |                      |                      |                      |
| 2005-2006  | Islanders de New York      | LNH        | 57  | 24               | 17               | 41               | 16               | -                | - | -                    | -                    | -                    |                      |                      |
| 2005-2006  | Kings de Los Angeles       | LNH        | 19  | 5                | 3                | 8                | 4                | -                | - | -                    | -                    | -                    |                      |                      |
| 2006-2007  | Wild du Minnesota          | LNH        | 76  | 19               | 20               | 39               | 18               | 5                | 1 | 0                    | 1                    | 0                    |                      |                      |
| 2007-2008  | Wild du Minnesota          | LNH        | 66  | 16               | 14               | 30               | 16               | 1                | 0 | 0                    | 0                    | 0                    |                      |                      |
| 2008-2009  | Sound Tigers de Bridgeport | LAH        | 3   | 1                | 1                | 2                | 2                | -                | - | -                    | -                    | -                    |                      |                      |
| 2008-2009  | Stars de Dallas            | LNH        | 44  | 8                | 5                | 13               | 18               | -                | - | -                    | -                    | -                    |                      |                      |
| 2009-2010  | Admirals de Norfolk        | LAH        | 56  | 17               | 21               | 38               | 32               | -                | - | -                    | -                    | -                    |                      |                      |
| 2009-2010  | Lightning de Tampa Bay     | LNH        | 16  | 0                | 2                | 2                | 4                | -                | - | -                    | -                    | -                    |                      |                      |
| 2010-2011  | Pirates de Portland        | LAH        | 56  | 17               | 34               | 51               | 12               | 12               | 3 | 3                    | 6                    | 0                    |                      |                      |
| 2010-2011  | Sabres de Buffalo          | LNH        | 2   | 0                | 0                | 0                | 0                | -                | - | -                    | -                    | -                    |                      |                      |
| 2011-2012  | Senators de Binghamton     | LAH        | 51  | 15               | 15               | 30               | 12               | -                | - | -                    | -                    | -                    |                      |                      |
| Totaux LNH | Totaux LNH                 | Totaux LNH | 722 | 261              | 171              | 387              | 246              | 27               | 5 | 4                    | 9                    | 10                   |                      |                      |

### En équipe nationale
| Année | Compétition                 |   | PJ | B | A | Pts | Pun               |  | Résultat |
| 1996  | Championnat du monde junior | 6 | 1  | 3 | 4 | 2   | 5e place          |  |          |
| 1997  | Championnat du monde junior | 6 | 5  | 2 | 7 | 8   | Médaillé d'argent |  |          |
| 1998  | Championnat du monde        | 6 | 0  | 0 | 0 | 4   | 12e place         |  |          |
| 2001  | Championnat du monde        | 4 | 1  | 0 | 1 | 2   | 4e place          |  |          |
| 2005  | Championnat du monde        | 6 | 5  | 0 | 5 | 6   | 6e place          |  |          |
| 2006  | Jeux olympiques             | 6 | 0  | 0 | 0 | 4   | 8e place          |  |          |